# Thecla dindymus
Thecla dindymus är en fjärilsart som beskrevs av Pieter Cramer 1776. Thecla dindymus ingår i släktet Thecla och familjen juvelvingar. Inga underarter finns listade i Catalogue of Life.